# حمید علیدوستی
حمید علیدوستی (زادهٔ ۲۱ اسفند ۱۳۳۴) بازیکن سابق و مربی فوتبال اهل ایران است. وی در دو جام ملت‌های آسیا ۱۹۸۰ و ۱۹۸۴ بازیکن فیکس تیم ملی ایران بود و در این تورنمنت‌ها برای تیم ملی ایران هشت بازی کرده و ۳ گل به ثمر رساند. او همچنین سابقه بازی در بازی‌های آسیایی ۱۹۸۶ و ۱۹۸۲ برای تیم ملی ایران را دارد. علیدوستی با ۱۵ ٰگل زده هفتمین گلزن برتر تیم ملی ایران به همراه وحید هاشمیان است. وی پدر بازیگر، ترانه علیدوستی است. فیلم مستند سمفونی حمید به کارگردانی جعفر صادقی دربارهٔ زندگی حمید علیدوستی ساخته شده است که در جشنواره بین‌المللی میلان عنوان بهترین مستند را کسب کرد و در سینماهای ایران از اسفند ۱۴۰۰ تا خرداد ۱۴۰۱ اکران شد.

## زندگی
حمید علیدوستی در اسفند ۱۳۳۴ و در محله ۱۷ شهریور تهران به دنیا آمد. در دانشگاه رشته الکترونیک و مخابرات تحصیل نموده است. همسرش نادره حکیم الهی مجسمه‌ساز و نقاش است و دخترش ترانه علیدوستی بازیگر سینمای ایران می‌باشد که با فیلم من، ترانه ۱۵ سال دارم معرفی شد. حمید علیدوستی فوتبالش از محلات شروع شد و پس از عضویت در باشگاه تهران‌جوان، در سال ۱۳۵۴ در لیگ ایران با پیراهن تیم دارایی به میدان رفت. علیدوستی حضور در تیم‌هایی مثل هما و کشاورز را هم تجربه کرد و بین سال‌های ۱۳۶۵–۱۳۶۶ در لیگ دو آلمان و در باشگاه «زالمروهر» به بازی پرداخت و طی ۳۰ بازی، ۱۰ گل به ثمر رساند. حضور در فوتبال اروپا در سال‌های آغازین انقلاب و جنگ عراق با توجه به فضای حاکم بر کشور در آنروزها، باعث جدایی و خط خوردن وی از تیم ملی فوتبال ایران گردید. در سال ۱۳۷۴، با تیم سایپا در مسابقات لیگ ایران حاضر شد و آخرین سال دوران فوتبالش را همراه با این تیم، با قهرمانی در لیگ فوتبال ایران رقم زد.
او جزو معدود بازیکنان مطرحی بود که هیچگاه به عضویت تیم‌های محبوب سرخ آبی پایتخت در نیامد ولی همیشه به عنوان یک استقلالی خود را مطرح کرده است. قهرمانی در جام باشگاه‌های تهران با تیم هما و قهرمانی در لیگ ایران با تیم سایپا در سال‌های ۱۳۷۲ و ۱۳۷۳، همچنین قهرمانی در مسابقات مقدماتی المپیک مسکو از افتخارات وی محسوب می‌شود.

## سوابق ملی
حمید علیدوستی (به همراه وحید هاشمیان) هفتمین گلزن برتر ایران در رده تیم ملی با ۱۵ گل زده بوده است. وی که مهاجم صاحب سبک تیزهوش و فرصت طلب بود اولین بار در تیم ملی جوانان دروازه تیم لهستان را گشود و اولین گل ملی او نیز مقابل تیم چین بوده است. او در سال‌های ۵۶–۱۳۵۵ و پس از عضویت در تیم‌های ملی جوانان و سابقه کاپیتانی در تیم امید به تیم ملی ایران دعوت شد و در بازی‌های مقدماتی جام جهانی ۱۹۷۸ آرژانتین مقابل تیم‌های کویت و عربستان نیز بازی کرده است. حضور در جام ملتهای آسیا ۱۹۸۰و ۱۹۸۴ در کارنامه ملی وی دیده می‌شود.
در مسابقات مقدماتی جام ملت‌های آسیا در سال ۱۳۶۳ دو بار در دو دیدار رفت و برگشت موفق به بازکردن دروازه تیم سوریه شد.

## سوابق مربیگری
وی که دارای مدرک A مربیگری آسیا می‌باشد سابقهٔ سرمربیگری در رده‌های مختلف ملی و همچنین تیم‌های مطرحی چون سایپا و پیکان را در کارنامه باشگاهی دارد. وی مسئولیت و سرمربیگری تیم ملی نوجوانان ایران نیز بر عهده داشت.